# دونالد جون لويس
دونالد جون لويس (بالإنجليزية: Donald John Lewis)‏ هو رياضياتي أمريكي، ولد في 25 يناير 1926، وتوفي في 25 فبراير 2015.